# Chione subimbricata
Chione subimbricata är en musselart som först beskrevs av Sowerby 1835.  Chione subimbricata ingår i släktet Chione och familjen venusmusslor. Inga underarter finns listade i Catalogue of Life.